# NGC 1201
NGC 1201 (również PGC 11559) – galaktyka soczewkowata (SA0^0(r)?), znajdująca się w gwiazdozbiorze Pieca. Odkrył ją William Herschel 26 października 1785 roku.
W galaktyce tej zaobserwowano supernową SN 2003hv.